# Sean Bailey
Pour les articles homonymes, voir Bailey.
Sean Bailey, né le 15 juillet 1997, est un athlète jamaïcain, spécialiste du 400 mètres.

## Biographie
Il est le frère de Veronica Campbell-Brown.
En 2021, il décroche son premier titre national et se classe par ailleurs 7e du relais 4 × 400 mètres mixte des Jeux olympiques d'été de Tokyo.
En 2023, il porte son record personnel sur 400 m à 44 s 43 en mai à Los Angeles, puis remporte fin juin à Kingston le titre du 400 m des championnats de Jamaïque en 44 s 48.

## Palmarès
| Date | Compétition                   | Lieu      | Résultat | Épreuve       | Temps         |
| ---- | ----------------------------- | --------- | -------- | ------------- | ------------- |
| 2016 | Championnats du monde juniors | Bydgoszcz | 3e       | 4 × 400 m     | 3 min 4 s 83  |
| 2021 | Jeux olympiques               | Tokyo     | 7e       | 4 x 400 mixte | 3 min 14 s 95 |
| 2023 | Championnats du monde         | Budapest  | 5e       | 400 m         | 44 s 96       |

## Records
| Épreuve | Temps   | Lieu        | Date        |
| ------- | ------- | ----------- | ----------- |
| 400 m   | 44 s 43 | Los Angeles | 27 mai 2023 |